# میامی شورز (فلوریدا)
میامی شورز (به انگلیسی: Miami Shores) روستای در شهرستان میامی-دید ایالت فلوریدا است که در سال ۱۹۳۲ بنیان‌گذاری شده‌است. این روستا طبق سرشماری سال ۲۰۱۰ میلادی، ۱۰٬۴۹۳ نفر جمعیت داشته و مساحت آن نیز ۹٫۷ کیلومتر مربع است.

## نگارخانه

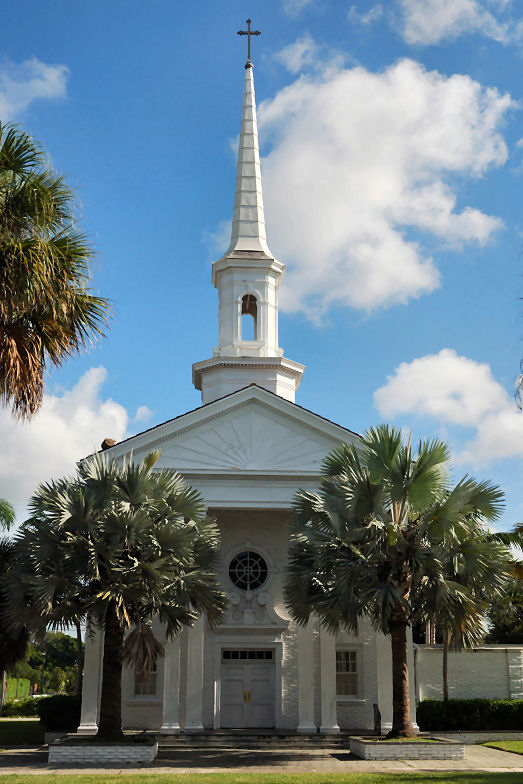
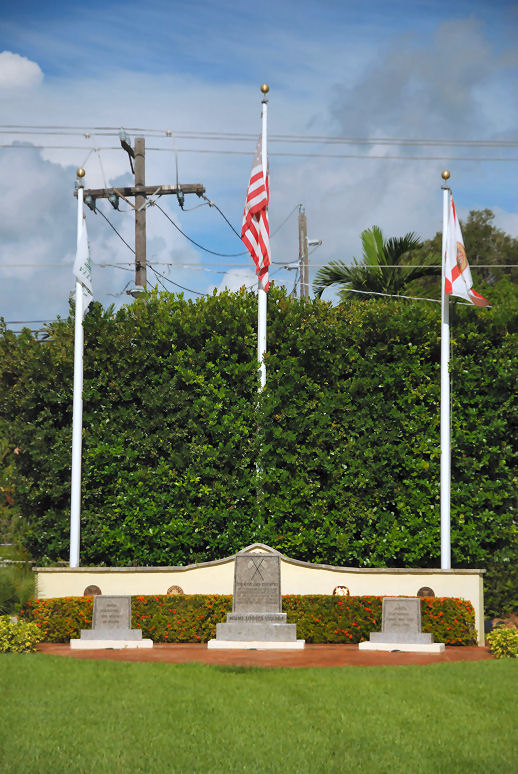
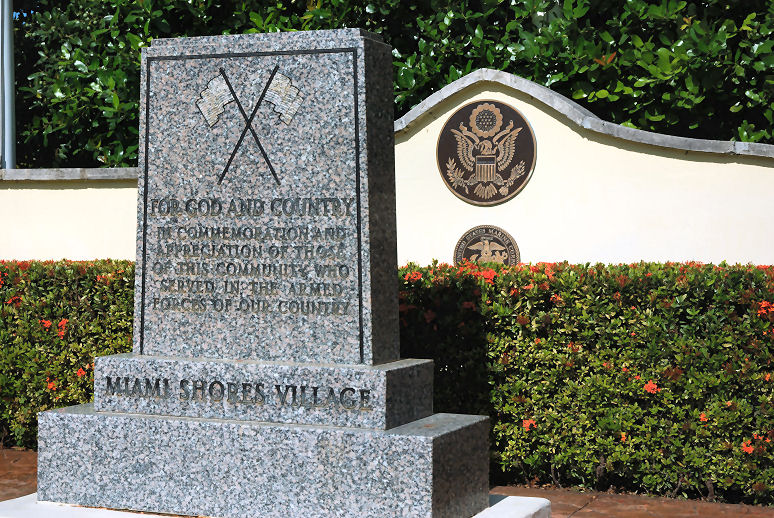